# Мечеть Умара ибн аль-Хаттаба (Майкао)
Мечеть Умара ибн аль-Хаттаба (исп. Omar Iban Al-Jattab) — мечеть в Майкао (Колумбии), вторая по величине мечеть в Латинской Америке.
В самом городе мечеть Умара имеет другое название — «Ла-Мескита» (исп. La Mezquita — мечеть), так как это мечеть является единственной в регионе. Вместе со школой Дар аль-аркан, они являются центрами исламской культуры в регионе. Мечеть была открыта 17 сентября 1997 года и названа в честь второго Праведного халифа Умара ибн аль-Хаттаба.

## Архитектура
Мечеть построена по проекту архитектора иранского Али Намази. Она имеет один минарет, высота которого составляет 31 метр. При строительстве мечети использовался итальянский мрамор. В мечети одновременно могут молится до 1000 человек.

## Посещение
Кроме мусульман, мечеть также посещают местные школьники и туристы. Посетители обязаны снимать обувь, а женщинам выдаются белые халаты, прикрывающие голову.